# سیستم جدید آشپزی داخلی

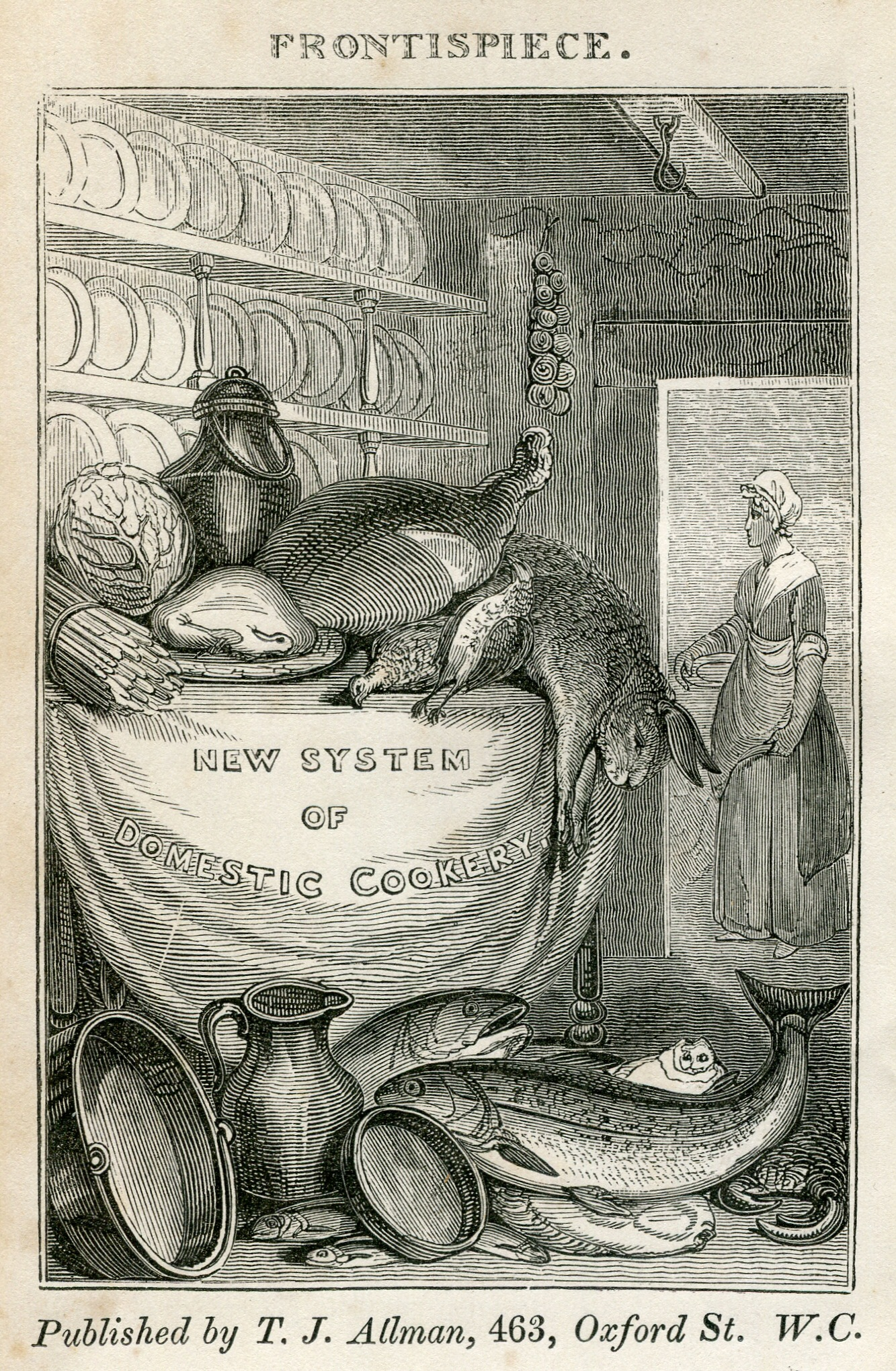
پیشانی نسخه تی جی آلمن

سیستم جدید آشپزی داخلی که اولین بار در سال ۱۸۰۶ توسط ماریا راندل منتشر شد، محبوب‌ترین کتاب آشپزی انگلیسی در نیمه اول قرن نوزدهم بود. اغلب نام کتاب را به نام خانم راندل می‌دانند، اما عنوان کامل آن سیستم جدید آشپزی داخلی: شکل گرفته بر اساس اصول اقتصاد است.
خانم راندل را «الهه اصلی خانگی» و کتاب او را «احساس انتشارات» و «مشهورترین کتاب آشپزی زمان خود» نامیده‌اند.

## کتاب
اولین نسخه سال ۱۸۰۶ مجموعه کوتاهی از دستور العمل‌های خانم راندل بود که توسط جان مورای منتشر شد. این کتاب ده‌ها نسخه قانونی و غیرقانونی را هم در بریتانیا و هم در ایالات متحده به دنبال داشت. نسخه‌های بعدی حدوداً تا چهل سال پس از مرگ راندل منتشر شدند. اما رابرتز نسخه شصت و چهارم را ویرایش کرد و دستور العمل‌های خودش را اضافه کرد.

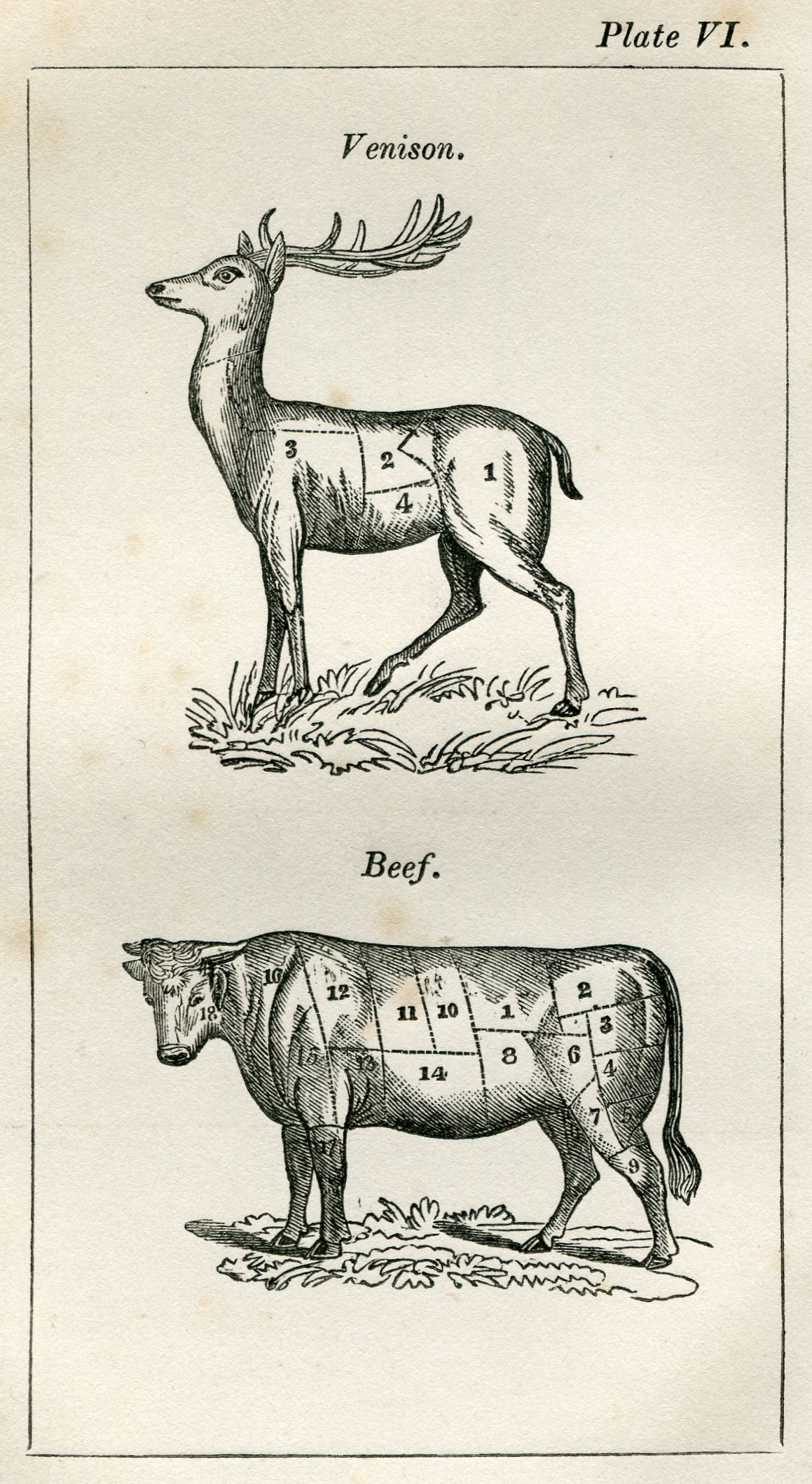
صفحه ششم، "گوزن. گوشت گاو."

### مطالب
نسخه ۱۸۶۵ به ۳۵ فصل در ۶۴۴ صفحه تقسیم شده است. با یک پیشگفتار دو صفحه ای شروع می‌شود.
- این کتاب، متشکل از جداول مفید برای محاسبه هزینه‌های خانوارمشاهدات برای استفاده یک خانواده

1. غذا و آشپزی
2. روی ظروف آشپزی
3. اصطلاحات خارجی که در آشپزی استفاده می‌شود
4. ترکیب گوشت
5. سوپ‌ها
6. گوشت گاو
7. گوشت گوسفند
8. بره
9. گوشت گوساله
10. گوشت خوک
11. مرغ و شکار
12. ماهی آب شور
13. ماهی آب شیرین
14. صدف
15. سس، سس و کاری
16. سبزیجات و سالاد
17. سوسیس و کالباس
18. پاستا ایتالیایی، برنج، تخم مرغ، املت، پنیر، پنکیک و سرخ کرده
19. پاستا، پای گوشت، پای ماهی
20. پای میوه، پفک، پودینگ و غیره
21. کاسترد، خامه، ژله و غیره
22. قنادی
23. ترشی و سس‌های خانوادگی
24. کیک، نان و نان زنجبیلی
25. نان
26. قهوه، چای و شکلات
27. در مورد شراب و لیکور انگلیسی
28. آشپزی برای بیماران
29. رسیدهای مختلف و راهنمایی به خدمتگزاران
30. دوره‌های شام و اقلام فصلی در طول سال